# 미애언니라고 불러줘
미애언니라고 불러줘(CALL ME sis)는 대한민국에서 제작된 이상우 감독의 2022년 드라마, 멜로/로맨스, 가족 영화이다. 조주경 등이 주연으로 출연하였다.

## 출연

### 주연
- 조주경
- 이주아
- 김희창
- 하경
- 최홍준

### 조연
- 김미리내
- 고연아
- 민재경
- 김화용
- 김효숙

## 제작진
- 프로듀서: 김화용
- 제작투자: 김화용
- 조감독: 장기원
- 디지털색보정: 김헌